# Fir Park
Het Fir Park Stadium is een voetbalstadion in Motherwell, North Lanarkshire, Schotland. Het stadion speelt gastheer voor de thuiswedstrijden van de Schotse Premiership-club Motherwell en was de tijdelijke thuisbasis van Gretna voor het SPL-seizoen 2007-2008. Motherwell verhuisde in 1896 naar het stadion en speelde eerder voetbal in Dalziel Park.

## Geschiedenis
Motherwell FC werd opgericht in 1886. Het speelde op locaties aan Roman Road en Dalziel Park tot 1895, toen Fir Park werd geopend. De grond was aangelegd in een bosrijk gebied dat toebehoorde aan Lord Hamilton van Dalzell, wiens racekleuren bordeaux en amber waren. Motherwell nam deze kleuren vervolgens zelf over. Fir Park kende geen overtuigende start, met lage bezoekersaantallen die leidden tot geruchten dat Hibernian klaar was om het stadion over te nemen, iets dat niet uitkwam.
Het recordaantal bezoekers voor het stadion is 35.632 tegen Rangers in een herhaling van de Schotse beker van 1951-1952 (Motherwell won vervolgens de wedstrijd).